# Armadillidium portofinense
Armadillidium portofinense là một loài chân đều trong họ Armadillidiidae. Loài này được Verhoeff miêu tả khoa học năm 1908.